# Kålrabbi
Kålrabbi (Brassica oleracea var. gongylodes Linné), knutkål, är en kultivar inom kålsläktet. Den har utvecklats ur arten kål och förekom möjligen först i Europa på 1500-talet.

## Ursprung
Kålrabbins ursprung i naturen är samma som hos kål, broccoli, blomkål, grönkål och brysselkål. De är alla framavlade genom selektivt urval från den vilda kålen (Brassica oleracea). Växten, som är ett mellanting mellan kål och rova, beskrevs för första gången 1554 av en europeisk botaniker och 1722 första gången på svenska (under namnet kålrabi). Mot slutet av 1500-talet var den känd i Tyskland, England, Italien, Spanien, Nordafrika och östra Medelhavsområdet. På Irland odlades den för första gången i större skala (på öppna fält, utanför trädgårdsodling) 1734, i England 1837. 1806 beskrevs den första gången i USA.
Namnet kålrabbi härstammar från tyskans Kohlrabi, vilket i sig kommer från italienskans cavoli rapi (plural), av cavolo 'kål och rapa 'rova'. Svårigheten att skilja kålrabbi och kålrot åt är inte alls ovanlig. På norska samt på dialekter i gränsområdena mellan Sverige och Norge (samt även nynorska) används till exempel både kålrabi och kålrot för det som på svenska kallas kålrot.

## Beskrivning
Stambasen hos kålrabbi är kraftigt uppsvälld och klotformad, och den har många blad och bladärr. Knölen, som kan likna en rova som växer ovan mark, varierar i storlek från ett halvt till 5 kg. Färgen är grön eller violett, medan rotköttet är vitt och sprött till konsistensen.
Kålrabbins smak är lik broccolistammen, men är mildare och sötare. Den anses också vara krispigare och saftigare. Kålrabbi som växer sig för stor på vår/sommar (mer än cirka 5 cm) blir träig och trådig. Detsamma gäller höstkålrabbi större än cirka 10 cm. Den äts både rå och tillagad.
Flera varianter finns, bland annat White Vienna, Purple Vienna, Grand Duke, Gigante, Purple Danube samt White Danube. Den röd-lila färgvarianten är bara ytlig medan kålrabbin fortfarande är vit inuti.

## Utbredning
Kålrabbi är vanligt förekommande i tyskspråkiga länder. Från Europa spreds den tidigt till Indien, där den heter olkopi på assamesiska och bengali, monji haak i kashmiri och nookal på hindi. På indisk engelska kallas kålrabbi knolkohl eller knol kohl.